# Graça Machel
Graça Simbine Machel Mandela (Incadine, Manjacaze, Gaza, 17 de outubro de 1945) é uma política e ativista dos direitos humanos moçambicana. Foi a primeira-dama de Moçambique, desde 1976, quando se casou com Samora Machel, o primeiro presidente de Moçambique, morto em 1986. Em 1998, casou-se com Nelson Mandela, o primeiro presidente negro da África do Sul. Pelos casamentos, Graça Machel tornou-se a única pessoa no mundo a ser primeira-dama de mais de uma nação.
Com Samora Machel teve dois filhos: Josina Z. Machel e Malengani Machel.

## Biografia

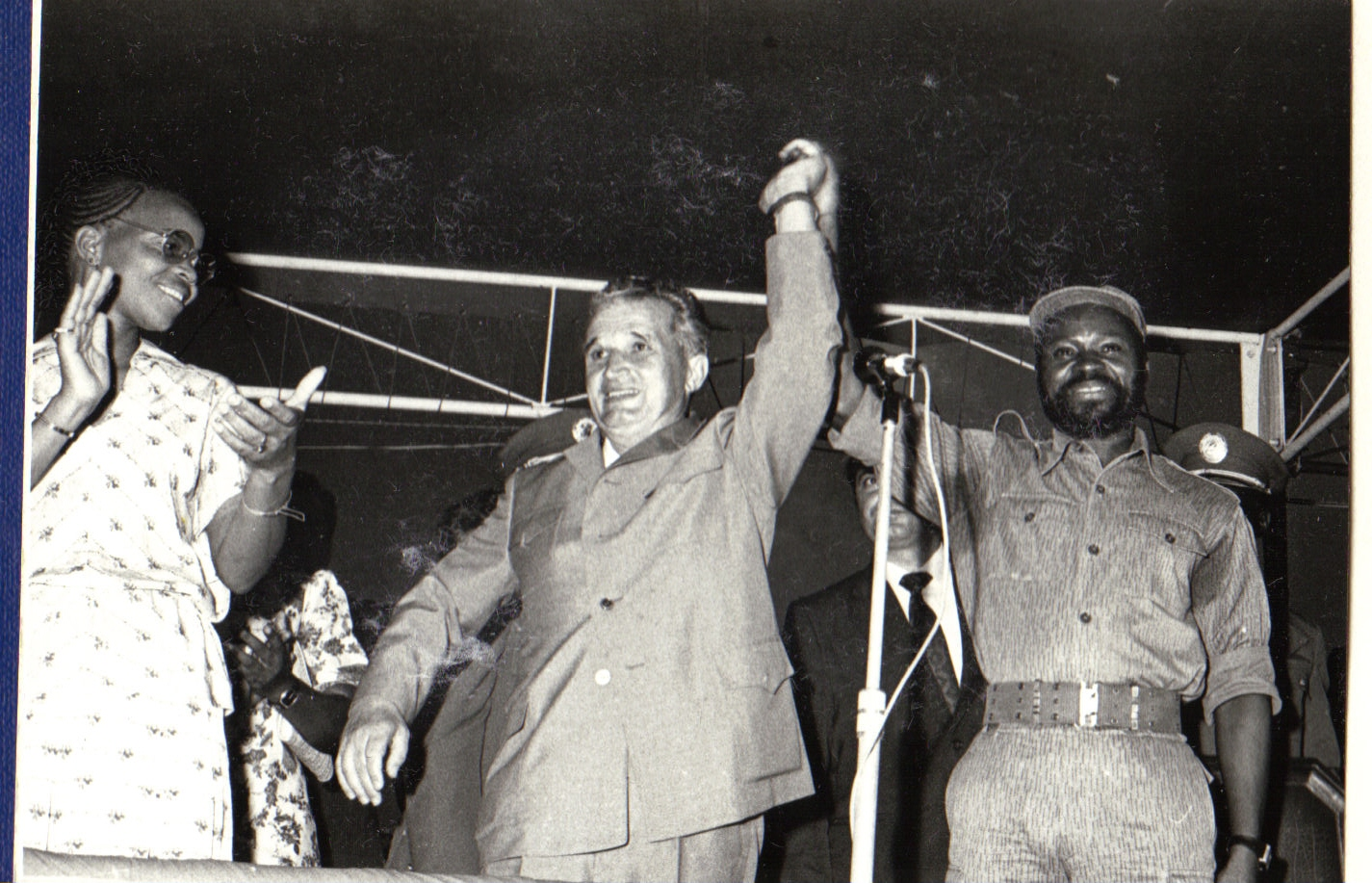
Graça Machel, Nicolae Ceauşescu e Samora Machel, em Maputo, em 1979

Graça Machel formou-se como bacharel em Filologia da língua alemã pela Universidade de Lisboa. Voltou a Moçambique como professora e lutou clandestinamente com a FRELIMO durante a Luta Armada de Libertação Nacional. Foi ministra da Educação e da Cultura no primeiro governo moçambicano, durante cerca de 14 anos.
Após a morte de Samora Machel, em 1986, continuou a sua atividade política no partido Frelimo e criou uma organização sem fins lucrativos a Fundação para o Desenvolvimento da Comunidade. Em 1990 foi nomeada pelo secretário-geral da Organização das Nações Unidas para o Estudo do Impacto dos Conflitos Armados na Infância. Como reconhecimento do seu trabalho, recebeu a "Medalha Nansen" das Nações Unidas em 1995. Em 1998, ela foi um dos dois vencedores do Prémio Norte-Sul.
É presidente do Conselho de Administração da Universidade da Cidade do Cabo.

## Condecorações
- KORA Lifetime Achievement Award, 2001
- Doutora em Letras pela University of Glasgow, junho de 2001
- Associada Honorária em Artes pela Seattle Central Community College, dezembro de 1999
- Doutora Honoris Causa pela Universidade de Essex, Inglaterra, 1997
- Doutora Honoris Causa pela Universidade da Cidade do Cabo, África do Sul, 1993
- Medalha Nansen, UNHCR (Nações Unidas), 1995
- Doutora Honoris Causa pela Universidade de Évora, Portugal, 14 de Novembro de 2008